# Roberto Ampuero
Roberto Ampuero Espinoza (Valparaíso, 20 febbraio 1953) è un giornalista, scrittore, politico e diplomatico cileno.
Il suo primo romanzo, Chi ha ucciso Cristian Kustermann? (¿Quién mató a Cristián Kustermann?), fu pubblicato nel 1993 e vi fece la comparsa l'investigatore privato Cayetano Brulé, ottenendo il premio della Revista libros de El Mercurio. Da quel momento l'investigatore è apparso in altri cinque romanzi, l'ultimo dei quali è Il caso Neruda (El caso Neruda). Ha inoltre pubblicato nel 1999 un romanzo autobiografico sui suoi anni a Cuba intitolato I nostri anni verde oliva. Una storia cubana (Nuestros años verde olivo), e i romanzi Los amantes de Estocolmo (libro dell'anno in Cile nel 2003) e Pasiones griegas (eletto in Cina miglior racconto in spagnolo nel 2006). I suoi romanzi sono stati pubblicati in America Latina e Spagna, ed è stato tradotto in tedesco, francese, inglese, italiano, cinese, svedese, portoghese, greco e croato. In Cile le sue opere hanno realizzato oltre 40 edizioni. Ampuero ha vissuto in Iowa dove ha esercitato come professore nel dipartimento di spagnolo e portoghese dell'Università dell'Iowa. È stato editorialista delle testate La Tercera de Chile e New York Times Syndicate, e dal marzo 2009 è editorialista de El Mercurio.

## Biografia

### Infanzia e gioventù (1953-1973)
Roberto Ampuero Espinoza nacque a Valparaíso nel 1953, figlio di Roberto Ampuero Brulé e Angélica Espinoza. Crebbe in una "famiglia portuale di classe media con orientamenti politici di destra," la sua nonna materna era francese e suo padre, Roberto Ampuero, lavorò durante la Seconda guerra mondiale per il servizio estero di informazioni degli Stati Uniti. Fece i suoi studi nel Collegio presbiteriano David Trumbull, nella sua infanzia, e successivamente al collegio tedesco Deutsche Schule di Valparaíso (DSV), dato che i suoi genitori lo consideravano un "eccellente collegio privato ed era vicino a casa" e per i suoi "requisiti, disciplina, educazione e idiomi". In esso apprese a leggere e scrivere in tedesco. Stette per 12 anni nel collegio tedesco uscendone nel 1971, ottenendo un medio 5.8. Sul suo collegio ha detto che "se non vi fossi stato, non sarei vissuto in Germania né avrei conosciuto mia moglie. Il DSV mi insegnò ad essere disciplinato e serio in ciò che faccio, a non sprecare il tempo, a recuperare situazioni difficili, a essere frugale e semplice, e a vivere in altre culture." Inoltre racconta che grazie al collegio poté avvicinarsi a scrittori come Goethe, Schiller, Brecht e Mann, e ricorda che fu il collegio che "influenzò molto la mia decisione successiva di girare per il mondo, con la mia anima nomade."
Dopo 17 anni vissuti a Valparaíso Ampuero si spostò, nel 1972, nella capitale del paese, Santiago per entrare all'Università del Cile, in cui studiò Antropologia sociale, la mattina, e Letteratura latinoamericana, nel pomeriggio. In questa epoca entrò a far parte delle Gioventù Comuniste Cilene. Racconta che "[...] quando da giovane militai nella Gioventù Comunista lo feci perché credevo che il socialismo era democratico, giusto ed economicamente prospero." Restò lì fino alla fine di dicembre del 1973, quando dopo il golpe militare decise di partire per la Germania Orientale.

### Esilio a Cuba (1973-1979)
Grazie a un contatto nell'Ambasciata della Germania Orientale, uscì dal Cile nel dicembre del 1973, non come esiliato bensì come studente con una borsa di studio in giornalismo nell'allora Università Karl Marx, di Lipsia.
In Germania Orientale conosce Margarita Flores, figlia di Fernando Flores Ibarra, ministro delle finanze della rivoluzione cubana, con cui va a vivere a Cuba. Arrivano nell'isola nel 1974 e nello stesso anno contraggono matrimonio, che durerà fino al 1977.
In questo periodo il suo orientamento politico comincia a cambiare. In un'intervista con Michael Moody del 1999 dice: "Più che la mancanza del dialogo era la squalificazione dell'oppositore, convertendolo in un nemico. Io venivo da un paese in cui c'era una tradizione di dialogo, di libertà. Abbiamo cercato di restaurare il socialismo, però ora c'era una dittatura e ciò che più si criticava era che tutti coloro che la pensavano diversamente erano etichettati come nemici della patria, e come tali era necessario rinchiuderli, fucilarli o espellerli dal paese. Quando arrivai a Cuba, scoprii che il governo faceva lo stesso con gli oppositori, e tanto meno c'era dialogo." e nel 2008 ricorda che: "Quando arrivai a Cuba nel 1974 e vidi il disastro economico e che la democrazia aveva ciò che io ho di marziano, mi dissi: questo non lo voglio per il mio paese! Mi dimisi dalla Gioventù Comunista nel 1976 a L'Avana, dove le patate bruciavano."
Nel 1977 Ampuero ottiene il Premio Lautaro per i racconti istituito dal Comitato della Resistenza Cilena, L'Avana, e nell'anno seguente (1978) ottiene - nell'Università de l'Avana, in cui studiava letteratura latinoamericana - la Menzione al Concorso di racconti 13 marzo. Finalmente nel 1979 raggiunge la laurea in Letteratura latinoamericana (Letteratura e Lingua ispanica) e conclude i suoi studi andandosene dall'isola.

### In Germania dell'Est (1979-1983)
Dopo cinque anni vissuti a L'Avana, nel 1979 ritornò in Germania Orientale. Lì stette nella "Scuola giovanile superiore Wilhelm Pieck" (JHSWP), soprannominata "il monastero rosso", nei pressi di Berlino vicino al lago Bogensee, nella ex RDT; insieme ad altri cileni, fece un anno di formazione marxista studiando la dottrina marxista-leninista. Partecipò alla "Unione dei Giovani Democratici" (UJD), di ispirazione liberale. Ampuero ricorda che "la JHSWP non era un "punto zero" di addestramento militare come quelli a Cuba, in Bulgaria o in Libia, bensì una scuola di studi ideologici, ciononostante molti di coloro che si accostarono successivamente alla tesi della lotta armata si trovarono vicino al Bogensee ad ascoltare l'esperienza di organizzazioni sorelle."
Si iscrive all'Università Humboldt dove frequenta le lezioni di dottorato in letteratura, economia e politica, fino al 1983. Durante quegli anni lavora come traduttore.

### In Germania dell'Ovest (1983-1993)
Nel 1983 passa in Germania Occidentale. Tra il 1983 e il 1993 lavora come corrispondente dell'agenzia italiana IPS e come direttore della rivista tedesca "Sviluppo e Cooperazione", a Bonn. L'anno seguente pubblica il suo primo romanzo, dal titolo El hombre Golondrina (letteralmente L'uomo rondine) e scritto in lingua tedesca; nel 1985 pubblica il secondo romanzo, dal titolo La guerra de los duraznos (letteralmente La guerra delle pesche), ancora in tedesco. Uno di questi due romanzi fu arricchito delle illustrazioni dell'incisore Santos Chávez. Entrambi i romanzi saranno successivamente pubblicati in spagnolo, nel 1997 e, rispettivamente, nel 2001, corretti ed estesi.
Nel 1987 sposa Ana Lucrecia Rivera Schwarz, che fu l'ambasciatrice del Guatemala in Germania.

### Ritorno in Cile (1993-1997)
Nel 1993 lascia la Germania Occidentale e ritorna al suo paese natale. In questo anno pubblica il suo primo romanzo in spagnolo, dal titolo ¿Quién mató a Cristián Kustermann? (letteralmente Chi ha ucciso Cristián Kustermann?), con il quale nasce l'investigatore privato Cayetano Brulé e ottiene il Premio della Rivista dei Libri de El Mercurio nello stesso 1993.
Prima di ottenere il Premio della Rivista dei Libri Ampuero pensò di aprire una Crêperie, però abbandonò l'idea quando ottenne il premio, dicendo che "Mi è sempre piaciuto scrivere, però non pensavo di dedicarmi alla scrittura in quanto tale. Così che quel progetto di essere maestro della Crêpe in Cile restò nel calamaio, a causa di Cayetano Brulé"
Tra il 1994 e il 1997 lavora nel mercato immobiliare. L'anno seguente pubblica Boleros en La Habana (letteralmente Boleri a L'Avana) e ottiene il Secondo Premio, Concorso di Racconti di Arti e Lettere, El Mercurio, e il Circolo di Critici d'Arte di Valparaíso. Due anni dopo, nel 1996, pubblica il terzo romanzo con protagonista l'investigatore privato cubano, dal titolo El alemán de Atacama (letteralmente Il tedesco di Acatama). In questo anno riceve il Riconoscimento Illustre Municipalità di Viña del Mar per i suoi apporti letterari.

### In Svezia (1997-2000)

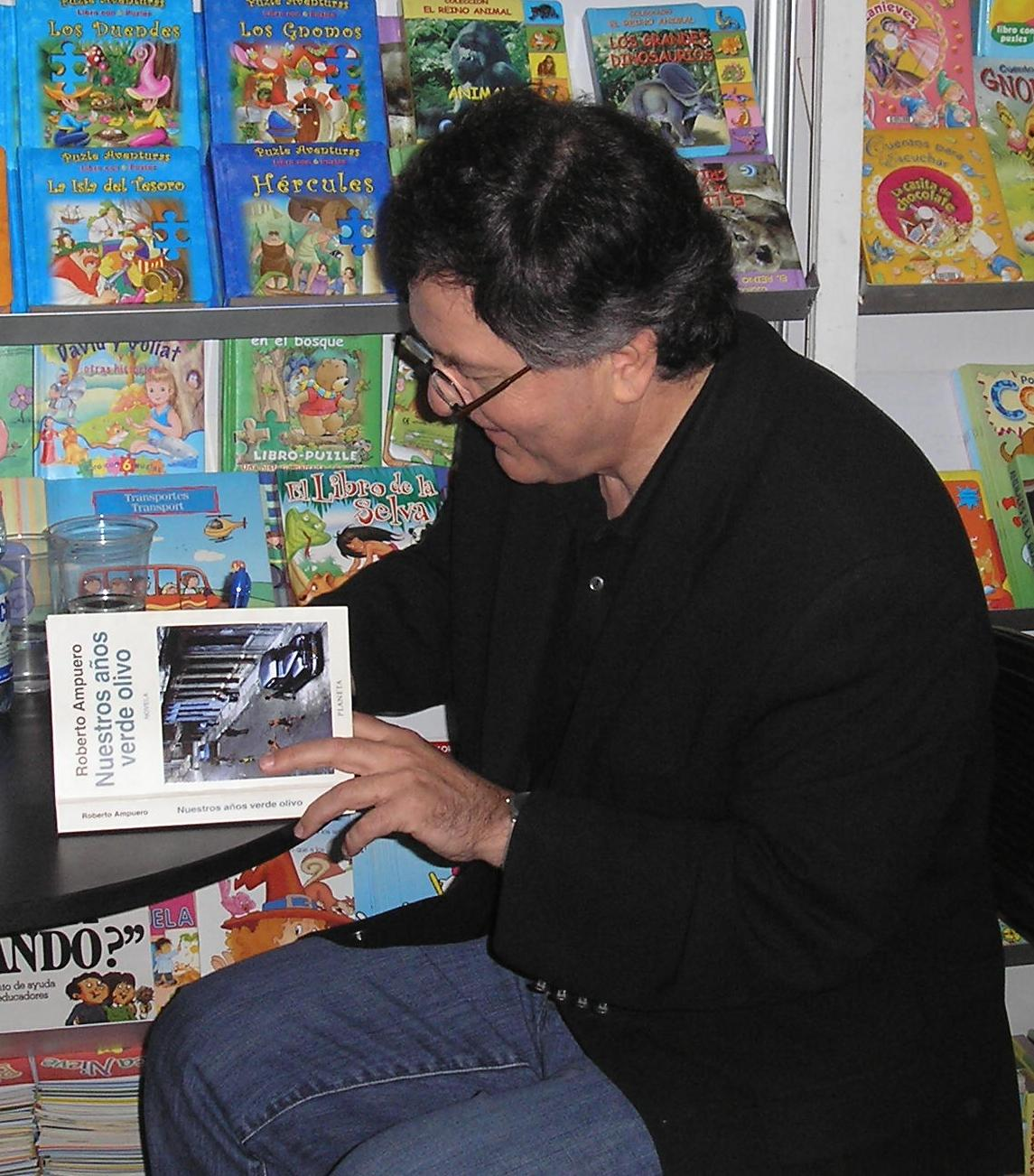
Roberto Ampuero mentre firma Nuestros años verde olivo nella Fiera cilena del Libro di Viña del Mar (09/01/2009).

Nel 1997 si trasferisce in Svezia con la sua famiglia, risiedendo a Stoccolma. In quest'anno sarà pubblicato in spagnolo El hombre golondrina, e nel 1999 terminerà un libro che aveva cominciato a scrivere a Cuba e il cui titolo sarà Nuestros años verde olivo , "libro che fu concepito per lasciare una specie di testimonianza ai suoi figli e nipoti, senza pensare di pubblicarlo, e che però ha in sé la forza del binomio "realtà-finzione" che hanno i suoi romanzi" "il libro continua ad avere nuove edizioni, circola clandestinamente a Cuba, nel 2009 si cominciano a girare le scene del film, e alcune settimane dopo lo presentò in Italia, a un editore di “sinistra”, che quasi certamente non lo avrebbe pubblicato anni prima." Il libro fu pubblicato dell'editore Fusi Orari come "I nostri anni verde oliva. Una storia cubana"
Il film sarà realizzato da Roos Film e diretto da Ignacio Eyzaguirre, con l'adattamento del libro da parte di Luis Ponce.
Ampuero fu anche il creatore di storia, personaggi e scenario di "Brigada Escorpión" (Brigata Scorpione) (Televisione Nazionale del Cile (TVN), 1997), la prima serie televisiva poliziesca che fu prodotta in Cile e una delle prime in America Latina. Serie diretta da Joaquín Eyzaguirre, i copioni furono realizzati da Gerardo Cáceres a partire dalle storie di Ampuero, scritte in 13 capitoli durante la sua residenza a San Pedro de Atacama e Iowa City nel 1996. "Questa serie di finzione tratta di un gruppo di agenti di polizia che costituiscono una brigata segreta dentro l'istituzione, la cui missione è di spiegare casi che hanno un rango speciale all'interno del mondo delittuoso."

### In Iowa, Stati Uniti (anni 2000)

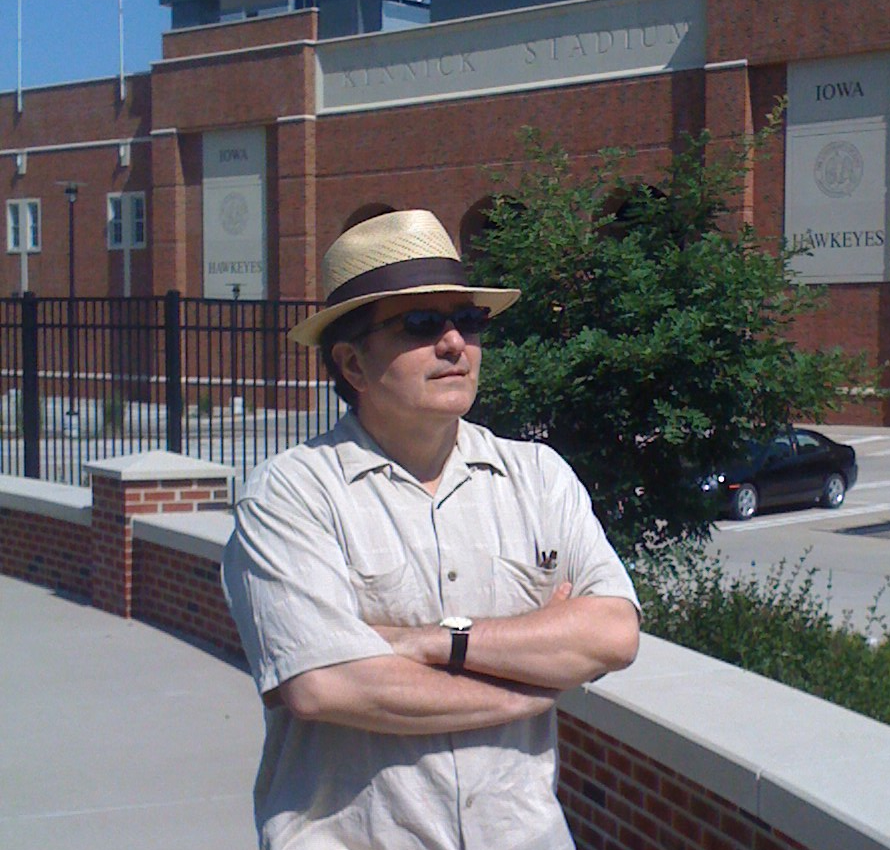
Roberto Ampuero fuori dallo stadio Kinnick a Iowa City, Iowa, Stati Uniti d'America, 4 luglio 2008.

Nel 2000 lascia definitivamente Stoccolma per Iowa City negli Stati Uniti, dove ancora risiede. In quell'anno frequentò l'"International Writers Program" (IWP) (Programma Internazionale per scrittori) all'Università dell'Iowa.
L'anno seguente viene pubblicato per la prima volta in spagnolo La guerra de los duraznos. "È la storia di due bande di adolescenti che vivono in Valparaíso, tra le colline. Una banda sente la minaccia di essere invasa dall'altra, di conseguenza i suoi iscritti cercano rifugio; in quel luogo incontrano un fuggitivo dalla legge, ferito. Ciò accade nel 1974, e i ragazzi non possono fare altro che averne cura e proteggerlo oppure denunciarlo alla polizia, sostiene María Teresa Herrero, assistente editoriale." Ampuero spiega che "è interessante poiché fu un romanzo per giovani che non si poté pubblicare in Cile per molti anni" e che "È il primo romanzo cileno per giovani che osa affrontare quel tema" e dice che rispetto alla prima pubblicazione dell'opera in Germania "Non ci sono cambiamenti sostanziali. Solo modifiche di alcuni nomi e il miglioramento della fluidità della storia."
Nel 2002 ottiene un Master di primo grado dall'Università dell'Iowa.
Sempre nello stesso anno pubblica il quarto capitolo della serie dell'investigatore Cayetano Brulé Cita en el Azul Profundo (letteralmente Appuntamento nell'Azzurro Profondo). In solo tre settimane il libro vendette le cinquemila copie della prima edizione.
Nel 2003 pubblica il suo primo romanzo erotico-poliziesco, dal titolo Los amantes de Estocolmo. Iniziò questo romanzo tre anni prima ma dovette interromperlo per scrivere un'altra avventura di Cayetano Brulé, Cita en el Azul Profundo. La prima edizione fu venduta in cinque giorni e vendette diciassettemila copie, che lo accreditarono come lo scrittore più venduto in Cile nel 2003 e ottenne il premio Libro dell'anno 2003 dalla Rivista dei Libri, Santiago del Cile. Ampuero spiegò il romanzo dicendo che "...cerca di parlare di un tema che esiste (l'infedeltà), che è nell'aria, che è come un fantasma del quale nessuno vuole parlare in modo diretto e chiaro. Si considera in generale come una diceria, le coppie non affrontano il tema nel momento adatto, è come qualcosa che si teme, ma che esiste"
Nel 2005 pubblica il quinto capitolo della saga di Cayetano Brulé Halcones de la noche (letteralmente Falchi della notte). Nello stesso anno ottiene un PhD in Filosofia dall'Università dell'Iowa.

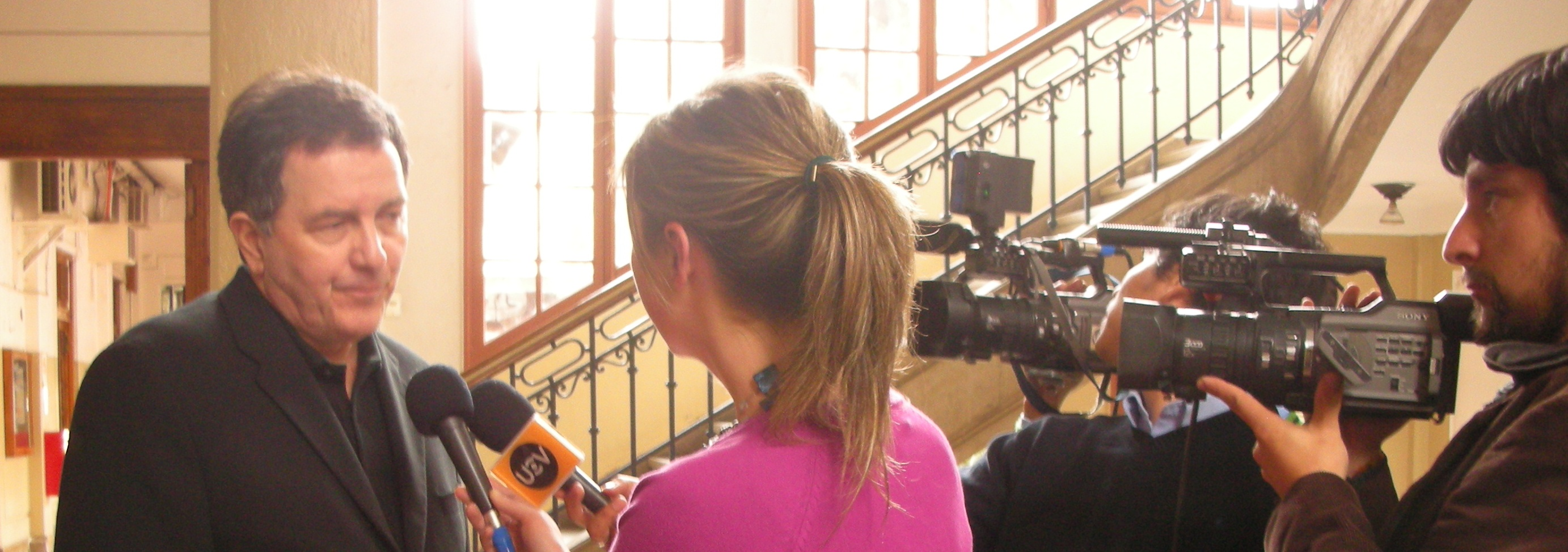
Roberto Ampuero durante un'intervista alla PUCV.

Durante la sua residenza a Cuba Ampuero lesse il libro Persona non grata di Jorge Edwards, grazie al poeta Heberto Padilla dato che il libro circolava in clandestinamente. Sostiene che "...fu il primo saggio critico sulla rivoluzione cubana dal momento che nessun intellettuale osava criticare Fidel Castro." Nel 2006 pubblicò la sua prima opera saggistica, dal titolo La historia como conjetura. La narrativa de Jorge Edwards (letteralmente La storia come congettura. La narrativa di Jorge Edwards), che descrive come "una riflessione ampia sulla ricca narrativa dell'autore; sulla sua filosofia come scrittore, i suoi romanzi recenti e il suo scritto sulla cultura... Vi intendo mostrare in profondità e da differenti angoli l'opera del nostro unico Premio Cervantes per la Narrativa, la prerogativa più importante in lingua spagnola, dopo il Premio Nobel." Ampuero sostiene che "Edwards è assai più di quel libro [Persona Non Grata]: è autore di notevoli romanzi, come "La mujer imaginaria" (letteralmente La donna immaginaria), "El origen del mundo" (letteralmente L'origine del mondo), "El sueño de la historia" (letteralmente Il sogno della Storia) o "El inútil de la familia" (letteralmente L'inutile della famiglia), di racconti già classici, come "El orden de las familias" (letteralmente L'ordine delle famiglie). È anche un solido memorialista, basta leggere il suo libro su Pablo Neruda, ed è inoltre un cronista di grande influenza." Però non fa risaltare solo la sua capacità come scrittore, ma evidenzia di Edwards anche la "sua decisione di tornare in Cile a esigere democrazia durante la dittatura di Pinochet, il suo scritto moderato sulla transizione ed è, infine, un intellettuale nel senso della nostra migliore tradizione. A quanto pare, la storia alla fine gli ha dato ragione con il suo libro del 1974. Oggi nessun intellettuale prestigioso è acritico verso il sistema cubano."

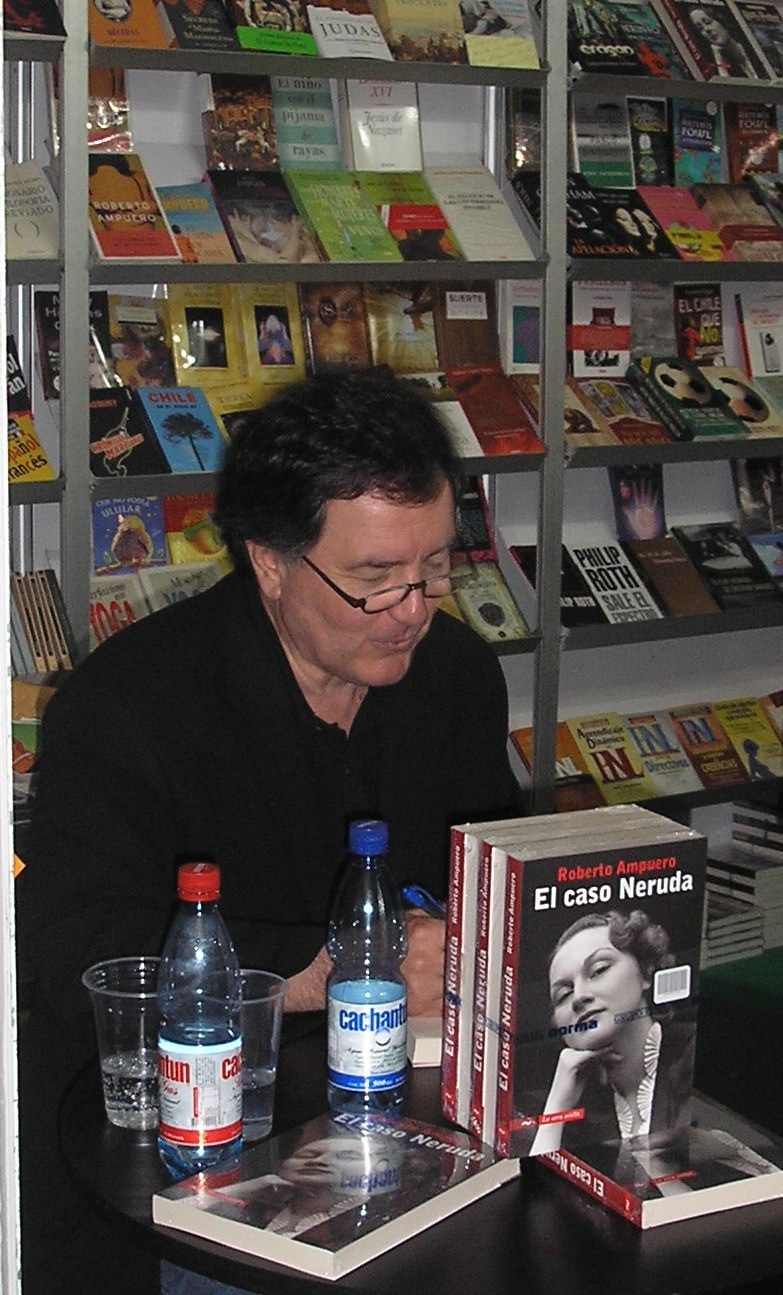
Roberto Ampuero mentre firma libri nella Fiera cilena del Libro di Viña del Mar (09/01/09).

Nel 2006 pubblica il suo secondo romanzo di carattere poliziesco-erotico, dal titolo Pasiones griegas (letteralmente Passioni greche) e riceve il premio al miglior romanzo pubblicato in spagnolo nel 2006, riconoscimento concesso a "Pasiones griegas" (2006) dall'Editoriale Popolare di Cina e dell'Associazione di Ispanisti di Cina.
Il 25 agosto 2008 viene pubblicato in Cile El caso Neruda (letteralmente Il caso Neruda), il sesto capitolo con protagonista l'investigatore Cayetano Brulé; in ottobre dello stesso anno lo sarà in tutta l'America Latina e nel gennaio del 2009 in Spagna. Dalla pubblicazione in poi è nelle prime posizioni di vendita di narrativa in Cile, rimanendo per quattro settimane di seguito in prima posizione.
Giovedì 11 dicembre 2008 la Direzione Regionale della Società Culturale della Quinta Regione premiò Roberto Ampuero con il "Premio a Personalità 2008", come parte dei Premi Regionali al Merito Culturale. La cerimonia ebbe luogo nel Club di Viña del Mar, ma Ampuero non poté assistervi per un problema con il volo aereo, per cui i suoi genitori, Roberto Ampuero Brulé e Angélica Espinoza, ricevettero il premio in suo nome, oltre a leggere una lettera di ringraziamento inviata da Ampuero.
Nel marzo 2009 Ampuero smise di lavorare a La Tercera per passare a El Mercurio; la sua prima colonna in questo periodico apparì giovedì 12 marzo 2009, intitolata "La crisis ante nuestra puerta" (La crisi davanti alla nostra porta).
Nel luglio 2009 Ampuero tornò in Germania, passando per Berlino tre mesi prima del ventesimo anniversario della caduta del Muro. Sebbene noti i cambiamenti che la città ha sofferto, Ampuero enfatizza che "[...]la divisione continua a esistere. Persiste nelle cifre economiche, nella percentuale di disoccupazione e nell'evidente dislivello materiale tra la ricca Berlino occidentale e la Berlino orientale ancora contraddistinta dalla sua arretratezza ereditata dall'era socialista".

### Ambasciatore in Messico (2012-2014)
Alla fine del 2011 si venne a sapere che Roberto Ampuero sarebbe divenuto ambasciatore cileno in Messico dal gennaio seguente. Lui stesso si definì "onorato" del fatto che fosse entrato a far parte degli scrittori cileni che sono divenuti diplomatici.

### Ministro della cultura e dell'arte (2013-2014)
Nel giugno 2013 Roberto Ampuero assunse la carica di ministro della cultura e dell'arte. Rimase però in carica fino al marzo 2014, quando, a causa della sua professione da insegnante presso l'Università dell'Iowa, dovette dimettersi. Al suo posto entrò in carica la politica Claudia Barattini, nominata dalla neo-presidente Michelle Bachelet.

### Ministro degli affari esteri (2018-2019)
L'11 marzo 2018, con l'insediamento del governo del presidente Sebastián Piñera, vincitore delle elezioni del novembre precedente, lo scrittore divenne titolare del ministero degli affari esteri del Cile.
Il 13 giugno successivo uscì dal governo a causa di un rimpasto di gabinetto.

### Ambasciatore in Spagna (2019-2022)
Il 6 agosto 2019 venne nominato dal presidente Piñera ambasciatore cileno in Spagna. Restò in carica fino all'aprile 2022, quando venne sostituito da Javier Velasco.

## Cayetano Brulé
Nel suo primo romanzo, ¿Quién mató a Cristián Kustermann?, pubblicato nel 1993, Ampuero inventò Cayetano Brulé, investigatore privato di origini cubane arrivato a Valparaíso. L'investigatore apparirà nuovamente in Boleros en La Habana (1994), El alemán de Atacama (1996), Cita en el Azul Profundo (2004) e Halcones de la noche (2005). L'ultimo libro di Ampuero sull'investigatore ha per titolo El caso Neruda, romanzo in cui parla della formazione di Brulé come investigatore, da parte del Nobel Pablo Neruda.
Brulé si distingue per la capacità di risolvere i casi con pochi mezzi a disposizione, combattendo a volte con poteri molto superiori e mettendo costantemente in pericolo la sua vita. È un investigatore con il senso dell'umorismo, che sa come ottenere la fiducia degli altri e gode della buona cucina e degli eccellenti mosti cileni.

## Internazionalizzazione

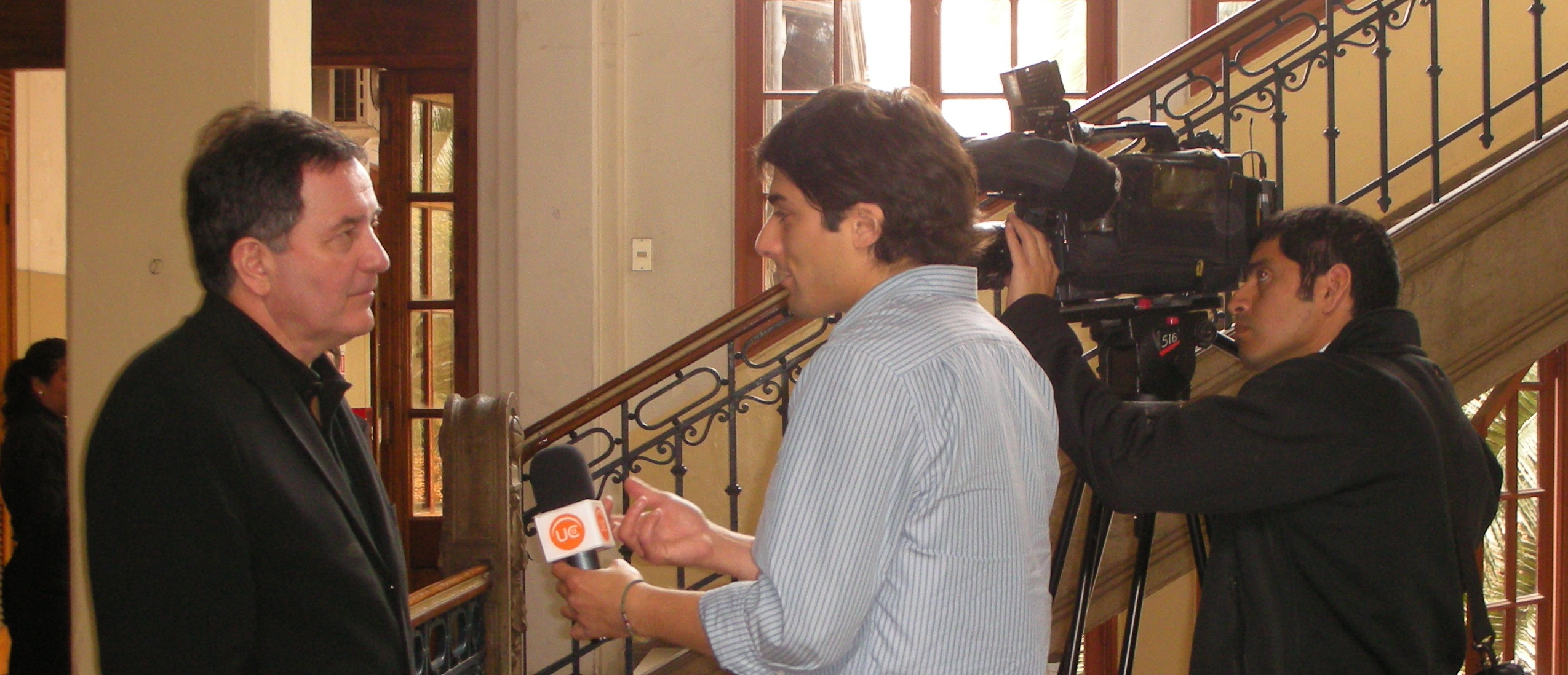
Roberto Ampuero nella Pontificia Università Cattolica di Valparaíso in un'intervista per Canal 13 (3 novembre 2008).

Ampuero ha detto: "mi interessa che i miei libri si leggano e mi fa piacere che si leggano massivamente [...] Ciò dà la libertà e l'indipendenza per non dover suonare alle porte e non dipendere da borse di studio e premi."
I suoi romanzi sono stati pubblicati in America Latina e Spagna, ed è stato tradotto in tedesco, francese, inglese, italiano, cinese, svedese, portoghese e croato.
Nel 2002 Ampuero si riferì all'internazionalizzazione dei suoi libri in un'intervista con El Mercurio di Valparaíso, dicendo "L'internazionalizzazione della mia opera è un grande riconoscimento. Credo che il riconoscimento sia una chiave. Non sono i critici, generalmente troppo squisiti e isolati, che ti aprono il cammino, bensì il passaparola, l'approvazione di massa, il voto dei lettori. Ho sempre detto che preferisco avere dieci edizioni di un libro piuttosto che un libro con dieci premi; naturalmente, se accadono entrambe le cose è meraviglioso. Sono cosciente che è stato il successo dei miei libri in Cile che ha aperto gli occhi degli editori degli altri paesi".

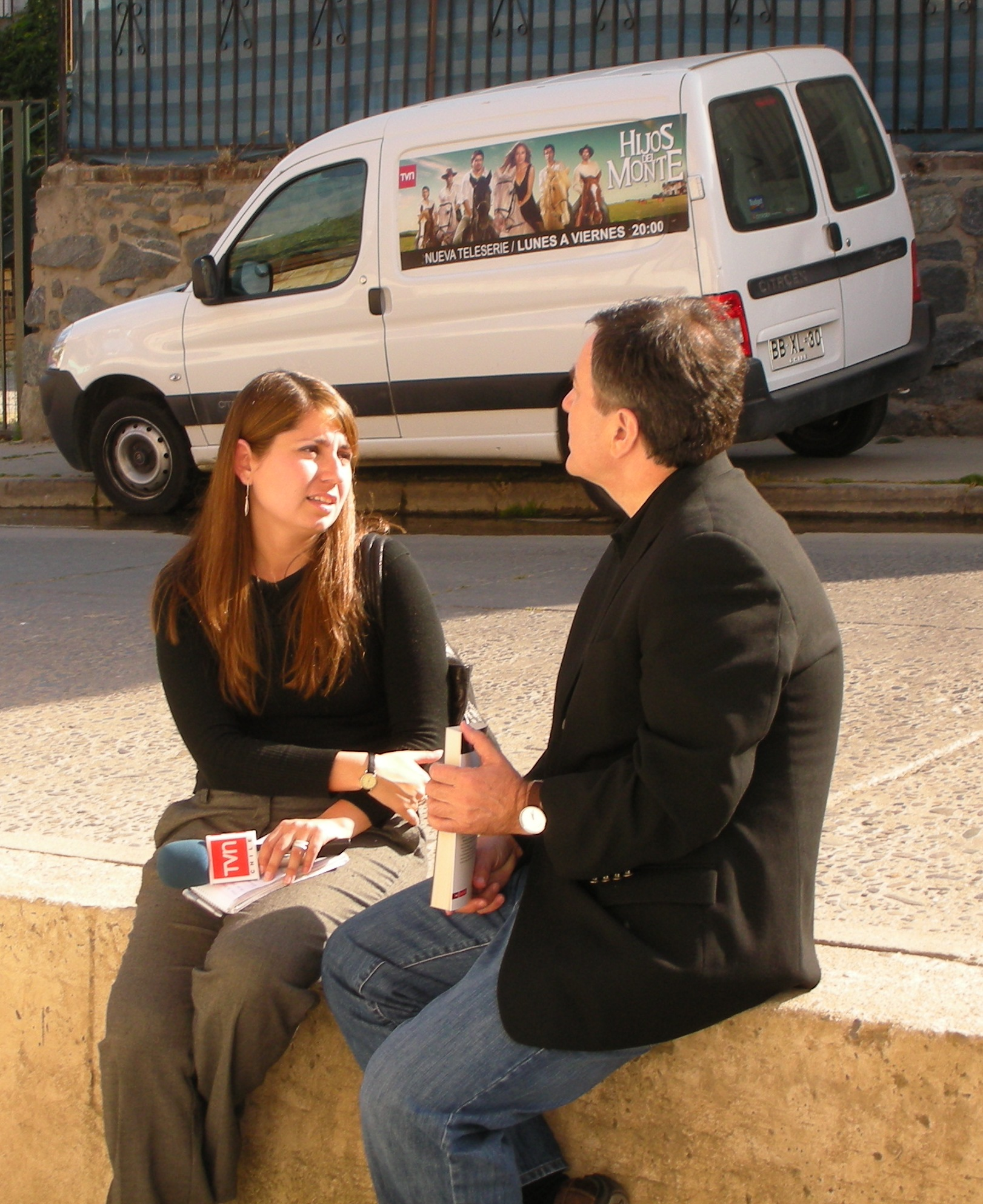
Roberto Ampuero in un'intervista per la TVN (Valparaíso, 3 novembre 2008).

Nel 2001 l'editore Garzanti comprò i quattro romanzi il cui protagonista era l'investigatore, che usciranno a Roma e Milano dal 2002 e in seguito sono stati pubblicati dallo stesso editore "Chi ha ucciso Cristian Kustermann?", "Bolero all'Avana", "Il tedesco dell'Atacama", "Appuntamento al Blu Profondo". Nel 2008 l'editore Fusi Orari pubblicò "I nostri anni verde oliva. Una storia cubana".
Insieme con Garzanti Ampuero firmò nello stesso anno con l'editore Temas y Debates di Lisbona, per la pubblicazione in portoghese di "Cita en azul profundo". Inoltre ha pubblicato "Os Amantes de Estocolmo" e "Falcões da Noite".
In Francia ha pubblicato "Le Café azul profundo", "Le Rêveur de l'Atacama", "L'Affaire Kustermann", "Boléros à La Havane" e "La guerre des pêches".
Nel 2005 Ampuero firmò un contratto con l'editore Shuoliang, con sede nella capitale della Cina Popolare, per la pubblicazione di "Los Amantes de Estocolmo". Secondo le informazioni del suo agente, l'italiano Piergiorgio Nicolazzini, la società è una delle più prestigiose del paese.
Venerdì 25 maggio 2007 il libro "Pasiones Griegas" fu eletto dalla Casa Editoriale di Letteratura Popolare come il miglior libro in spagnolo (insieme a “La enfermedad", del venezuelano Alberto Barrera Tyska) del 2006; il premio consisté nella pubblicazione in mandarino da parte del maggior editore cinese, il 15% delle vendite della traduzione, e l'invito a Pechino per ritirare i premi.

## Figlio illustre di Valparaíso
Martedì 18 aprile 2006 Roberto Ampuero fu premiato con la dichiarazione di Figlio Illustre dalla città di Valparaíso. Quando suo figlio gli chiese cosa provava nell'essere chiamato un Figlio Illustre, Ampuero rispose "Non so. So solo ciò che si sente a essere chiamato Figlio Illustre dalla città più speciale, con più carattere e la topografia più assurda che esiste. Tutto questo è Valparaíso".
Quel giorno, oltre ad Ampuero furono premiati Volodia Teitelboim, Ernesto Ottone, Juan Estanislao Pérez e Guillermo Valdivia. Teitelboim, Ottone e Ampuero fecero parte del Partito Comunista, al quale solo Teitelboim restò vincolato (fino alla sua morte) dato che Ottone lo abbandonò nel 1983 e Ampuero alla fine degli anni '70. L'evento ebbe luogo nell'auditorium dell'Istituto Inacap e nel pieno della settimana di festeggiamenti per il 215-esimo anniversario del primo consiglio cittadino (Cabildo). Furono premiati dal sindaco Aldo Cornejo come figli e cittadini illustri di Valparaíso, Ampuero ricevette il premio Figlio Illustre per essere nato a Valparaíso e per la sua traiettoria letteraria internazionale; El Mercurio di Valparaíso riassumeva la sua traiettoria: "è uno dei rappresentanti più rilevanti del romanzo noir cileno attuale, influenzato decisamente dai suoi venti anni passati a Cuba e in Germania. Alla domanda di cosa rappresentasse per lui il premio, disse che "questo [premio] per me implica un impegno terribile. Mi convertirò in un ambasciatore di Porto e cercherò di promuoverlo al meglio possibile, informando gli stranieri sui vantaggi di venire qui." Il giorno seguente Ampuero aveva tre attività con persone di Valparaíso, un seminario letterario con giovani interessanti alla scrittura di romanzi; una conversazione con adulti e un dialogo con giovani. Vale la pena ricordare che il suo investigatore privato, Cayetano Brulé, di origine cubana, vive a Valparaíso, dove mise radici negli anni '70, mentre il primo romanzo con l'investigatore apparve nel 1993, seguito da altri cinque, 13 anni prima che Ampuero fosse nominato Figlio Illustre.
Il suo ultimo romanzo, pubblicato nel settembre 2012, si intitola: "L'ultimo tango di Salvador Allende".

## Opere
Libri
- (1993), ¿Quién mató a Cristián Kustermann? (romanzo poliziesco), Editore Planeta.
- (1994), Boleros en La Habana (romanzo poliziesco), Editore Planeta.
- (1996), El alemán de Atacama (romanzo poliziesco), Editore Planeta.
- (1997), El hombre golondrina (racconti), Editore Planeta.
- (1999), Nuestros años verde olivo, Editore Planeta.
- (2001), La guerra de los duraznos (racconto giovanile), Editore Andrés Bello.
- (2003), Los amantes de Estocolmo, Editore Planeta.
- (2004), Cita en el Azul Profundo (romanzo poliziesco), Editore Planeta.
- (2005), Halcones de la noche, Editore Planeta.
- (2006), La historia como conjetura. La narrativa de Jorge Edwards (saggio), Editore Andrés Bello.
- (2006), Pasiones griegas, Editore Planeta, 260 p.p., ISBN 956-247-408-9
- (2008), El caso Neruda, Editore Norma, ISBN 978-958-45-1189-8
- (2012), El último tango de Salvador Allende, Plaza & Janés, ISBN 978-84-01-35328-4.
- (1993), Chi ha ucciso Cristian Kustermann?, Garzanti
- (1994), Bolero all'Avana, Garzanti
- (1996), Il tedesco dell'Atacama, Garzanti
- (1997), El hombre golondrina, Planeta
- (1999), I nostri anni verde oliva, Internazionale-Fusi orari
- (2001), La guerra delle pesche, Mondadori
- (2004), Appuntamento al Blu Profondo, Garzanti
- (2011), Il sicario di Fidel, Garzanti
- (2014), L'ultimo tango di Salvador Allende, Mondadori

Serie televisive
- Brigada Escorpión (serie televisiva poliziesca), prima serie di questo tipo prodotta in Cile.

## Premi e riconoscimenti
- (1977) - Premio Lautaro di Racconti. Comitato della Resistenza Cilena, L'Avana.
- (1978) - Menzione Concorso di Racconti 13 marzo, Università de L'Avana.
- (1993) - Premio della Rivista dei Libri di El Mercurio, per ¿Quién mató a Cristián Kustermann?
- (1994) - Secondo premio, Concorso di Racconti di Arti e Lettere", El Mercurio.
- (1994) - Circolo dei Critici d'Arte di Valparaíso.
- (1996) - Riconoscimento Illustre Municipalità di Viña del Mar, per i suoi apporti letterari.
- (2003) - Libro dell'Anno 2003: Los amantes de Estocolmo. Rivista dei Libri, Santiago del Cile.
- (2006) - Dichiarato "Figlio Illustre" della città di Valparaíso, per la sua distinta traiettoria letteraria internazionale.
- (2006) - Miglior romanzo pubblicato in spagnolo durante l'anno 2006, riconoscimento conferito a "Pasiones griegas" dall'Editore Popolare di Cina e la Associazione degli Ispanisti di Cina.
- (2008) - Premio Personalità 2008, riconoscimento conferito dalla Corporazione Culturale della Quinta Regione, come parte dei Premi Regionali al Merito Culturale.